# Jorge Abbondanza
Jorge Abbondanza (* 6. März 1936 in Montevideo, Uruguay; † 28. August 2020) war ein uruguayischer Kulturjournalist, Kritiker und Künstler.

## Leben
Abbondanza der seit Ende der 1950er Jahre, beginnend bei der Tageszeitung El Bien Público, als Journalist tätig war, davon mindestens 34 Jahre bei der El País, arbeitete für zahlreiche in- und ausländische Zeitungen. Er wirkte überwiegend als Film-, Theater- und Kunstkritiker. Als solcher verfasste er zahlreiche Monographien, gehörte diversen Jurys an und repräsentierte sein Heimatland bei internationalen Wettbewerben und Festivals. Abbondanza stand auch als Präsident der Kritiker-Vereinigung (Asociación de Críticos) vor und nahm eine Aufgabe als Berater des Uruguayischen Bildungs- und Kulturministeriums (MEC) und der Intendencia Municipal von Montevideo wahr.
Auch als Buchautor trat er in Erscheinung. So steht für ihn 1991 die Veröffentlichung einer Biographie über den Maler Manuel Espínola Gómez zu Buche. Fünf Jahre später publizierte er eine Sammlung eigener Notizen und Essays unter dem Titel El gran desfile.
Auch künstlerisch konnte Abbondanza, der Zeichnen und Malerei an der Escuela Nacional de Bellas Artes (ENBA) studierte, auf sich aufmerksam machen. Bereits seit 1958 war er als Töpfer gemeinsam mit Enrique Silveira tätig. Zusammen unternahmen sie auch Studienreisen in Lateinamerika, nach Europa und in die USA.

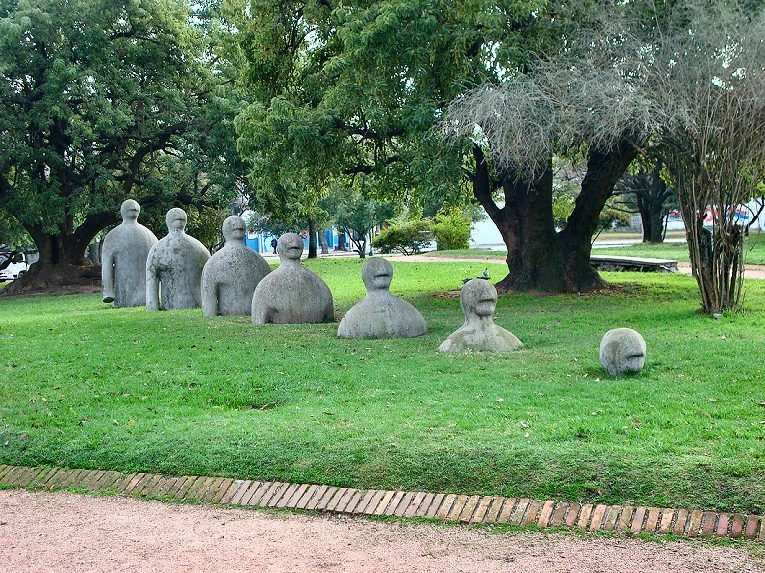
Skulptur Die Verbannten von Jorge Abbondanza zusammen mit Enrique Silveira anno 1996 im Kulturpark des Stadtviertels Bolivar in Montevideo

Abbondanza stellte seine Werke bei nationalen und internationalen Ausstellungen unter anderem im Museo de Arte Moderno in Buenos Aires, im Palazzo delle Esposizioni in Rom, bei der Biennale von São Paulo und der Tretjakow-Galerie in Moskau zur Schau.
Während er 1999 gemeinsam mit Enrique Silveira mit dem Premio Figari ausgezeichnet wurde, gehörte Abbondanza zudem 1995 bis 1997, von 2002 bis 2004 und 2011 der Jury bzw. dem Koordinierungsrat bei der Preisvergabe an.
Abbondanza war Mitglied der Asociación de Críticos Cinematográficos und der Sección Uruguaya de la Asociación Internacional de Críticos Teatrales.

## Veröffentlichungen
- 1991: Biografie über Manuel Espínola Gómez
- 1996: El gran desfile

## Auszeichnungen
- 1999: Premio Figari